# Hóvirág-barlang
A Hóvirág-barlang a Duna–Ipoly Nemzeti Park területén lévő Pilis hegységben, a Csévi-szirteken található egyik barlang.

## Leírás
Pilisszentlélek külterületén, a Pilis hegy Ny-i oldalában elhelyezkedő Csévi-szirteken, erdőben, fokozottan védett területen fekvő kis sziklafal tövében van a barlang bontott jellegű, háromszög alakú, 0,25×0,4 m-es bejárata. Az Indikációs-barlang bejáratától 320°-ra 8 m-re, kb. 6 m-rel lejjebb van a bejárata. A bejárat után 3,5 m hosszú, 1,3 m széles, 1 m magas fülkébe lehet jutni, amely cseppkövekkel dúsan borított. Mennyezetén jelenleg is fejlődő fiatal szalmacseppkövek, cseppkőzászló és fogas cseppkövek figyelhetők meg. A fülkében nagyon óvatosan kell mozogni, hogy ne essen kár a képződményekben, amik csak időszakosan csepegnek.
A felső triász dachsteini mészkőben karsztvízszint alatti oldódással létrejött barlang formakincsére az üstös formák jellemzőek. Érdekesség, hogy a cseppkövek 2 m vastag kőzetfőtén alakulnak ki. A bejárati részen humusz, beljebb agyag és kőzettörmelék képezi aljzatát. Pókok és rovarok fordulnak elő benne. A cseppkövek egy részét ismeretlen tettesek letördelték és elvitték. A lezárt barlang megtekintéséhez engedély szükséges.
1998-ban volt először Hóvirág-barlangnak nevezve a barlang az irodalmában.

## Kutatástörténet
1998-ban fedezte fel az Ariadne Karszt- és Barlangkutató Egyesület. Az egyesület 1998. évi jelentésében szó van arról, hogy a Pilis hegységben lévő Csévi-szirteken elhelyezkedő Hóvirág-barlang 3,5 m hosszú és 0,5 m mély. Indokolt további feltárása. Minden bizonnyal összefügg az Indikációs-barlanggal. A jelentésben látható a Csévi-szirtek térképe, amelyen jelölve van a barlang földrajzi elhelyezkedése. A kéziratba bekerült két színes fénykép, amelyeken a Hóvirág-barlang cseppkövei figyelhetők meg. 2002-ben az Ariadne Karszt- és Barlangkutató Egyesület két tagja, Kovács Ádám és Kovács Richárd mérte fel a 4840-67 barlangkataszteri számú barlangot a Barlangtani Intézet megbízásából. A felmérés alapján Kovács Richárd alaprajz térképet két keresztmetszettel és hosszmetszet térképet szerkesztett. A felmérés szerint a barlang 3,6 m hosszú és 0,8 m mély.
Az egyesület 2005. évi jelentése szerint a 4840-67 barlangkataszteri számú Hóvirág-barlang 3,6 m hosszú, 0,8 m függőleges kiterjedésű, 0,8 m mély, 0 m magas és 3,7 m vízszintes kiterjedésű. Az egyesület 2008. évi jelentése szerint a 4840-67 barlangkataszteri számú Hóvirág-barlang 3,6 m hosszú, 0,8 m függőleges kiterjedésű, 0,8 m mély, 0 m magas és 3,7 m vízszintes kiterjedésű. Az egyesület 2009. évi jelentése szerint a 4840-67 barlangkataszteri számú Hóvirág-barlang 3,6 m hosszú, 0,8 m függőleges kiterjedésű, 0,8 m mély, 0 m magas és 3,7 m vízszintes kiterjedésű. Az egyesület 2010. évi jelentése szerint a 4840-67 barlangkataszteri számú Hóvirág-barlang 3,6 m hosszú, 0,8 m függőleges kiterjedésű, 0,8 m mély, 0 m magas és 3,7 m vízszintes kiterjedésű.
Az egyesület 2011. évi jelentése szerint a 4840-67 barlangkataszteri számú Hóvirág-barlang 3,6 m hosszú, 0,8 m függőleges kiterjedésű, 0,8 m mély, 0 m magas és 3,7 m vízszintes kiterjedésű. Az egyesület 2013. évi jelentése szerint a 4840-67 barlangkataszteri számú Hóvirág-barlang 3,6 m hosszú, 0,8 m függőleges kiterjedésű, 0,8 m mély, 0 m magas és 3,7 m vízszintes kiterjedésű. Az egyesület 2014–2015. évi jelentése szerint a 4840-67 barlangkataszteri számú Hóvirág-barlang 3,6 m hosszú, 0,8 m függőleges kiterjedésű, 0,8 m mély, 0 m magas és 3,7 m vízszintes kiterjedésű.